# Hellinsia angela
A Hellinsia angela moly a tollasmolyfélék családjába tartozik. A faj egyedeire Ecuadorban bukkantak rá.
Szárnyfesztávolsága 19 mm. A szárnyai ragyogó fehér színűek és a közepükön egy vékony, halvány rozsdavörös csík fut végig. A szárnyak rojtjai ragyogó fehér színűek. A tengerszint feletti 3500 méteres magasságban is sikerült e faj példányait megfigyelni.

## Nevének eredete
E fajt a felfedezéséhez közeli El Angelről nevezték el.

## Fordítás
Ez a szócikk részben vagy egészben  a   Hellinsia angela című angol Wikipédia-szócikk ezen változatának fordításán alapul.  Az eredeti cikk szerkesztőit annak laptörténete sorolja fel. Ez a jelzés csupán a megfogalmazás eredetét és a szerzői jogokat jelzi, nem szolgál a cikkben szereplő információk forrásmegjelöléseként.